# Copa Internacional Cafam 2009
La Copa Internacional Cafam 2009 fue un torneo de fútbol amistoso de pretemporada, que se celebró en el Estadio Nemesio Camacho El Campín de Bogotá, Colombia entre el 28 de enero y el 1 de febrero. En este torneo participaron tres equipos colombianos y uno argentino. Millonarios se consagra campeón de la copa cafam por primera vez y lo celebro como si fuera un titulo internacional hubo caravanas y celebraciones por algunos barrios de Bogotá D.C ya que casi no tienen hinchas

## Equipos participantes
- Millonarios
- América de Cali
- Atlético Nacional
- Argentinos Juniors[1]

## Resultados

### Semifinales
| 28 de enero de 2009 | América de Cali | 1:0 (0:0) | Atlético Nacional | Estadio Nemesio Camacho El Campín, Bogotá                           |                                                                     |
|                     | Valencia 53'    |           |                   | Asistencia: 15.000 espectadores Árbitro(s): Imer Machado (Casanare) | Asistencia: 15.000 espectadores Árbitro(s): Imer Machado (Casanare) |

| 29 de enero de 2009 | Millonarios                | 2:0 (0:0) | Argentinos Juniors | Estadio Nemesio Camacho El Campín, Bogotá                         |                                                                   |
|                     | Marinelli 58' · Tejada 72' |           |                    | Asistencia: 20.000 espectadores Árbitro(s): Óscar Ruiz (Casanare) | Asistencia: 20.000 espectadores Árbitro(s): Óscar Ruiz (Casanare) |

### Tercer lugar
| 31 de enero de 2009 | Atlético Nacional          | 2:1 (2:0) | Argentinos Juniors | Estadio Nemesio Camacho El Campín, Bogotá |                                        |
|                     | Ramírez 22' · Palomino 37' |           | Caruzzo 84'        | Árbitro(s): Francisco Peñuela (FF.AA.)    | Árbitro(s): Francisco Peñuela (FF.AA.) |

### Final
| 1 de febrero de 2009 | Millonarios | 0:0 | América de Cali | Estadio Nemesio Camacho El Campín, Bogotá                              |  |
|                      |             |     |                 | Asistencia: 30.000 espectadores Árbitro(s): Hernando Buitrago (Bogotá) |  |

| Tiros desde el punto penal |                  |     |                                   |          |
| Hurtado                    | Acierto de penal | 1:1 | Acierto de penal                  | Restrepo |
| Bedoya                     | Acierto de penal | 2:2 | Acierto de penal                  | Valencia |
| Marinelli                  | Acierto de penal | 3:2 | Fallo de penal (Atajado)          | Arango   |
| Valencia                   | Acierto de penal | 4:2 | Fallo de penal (Vertical derecho) | Tavima   |

| Bandera de Colombia |
| Campeón Millonarios |
| 1.er título         |